# Šampion Reno

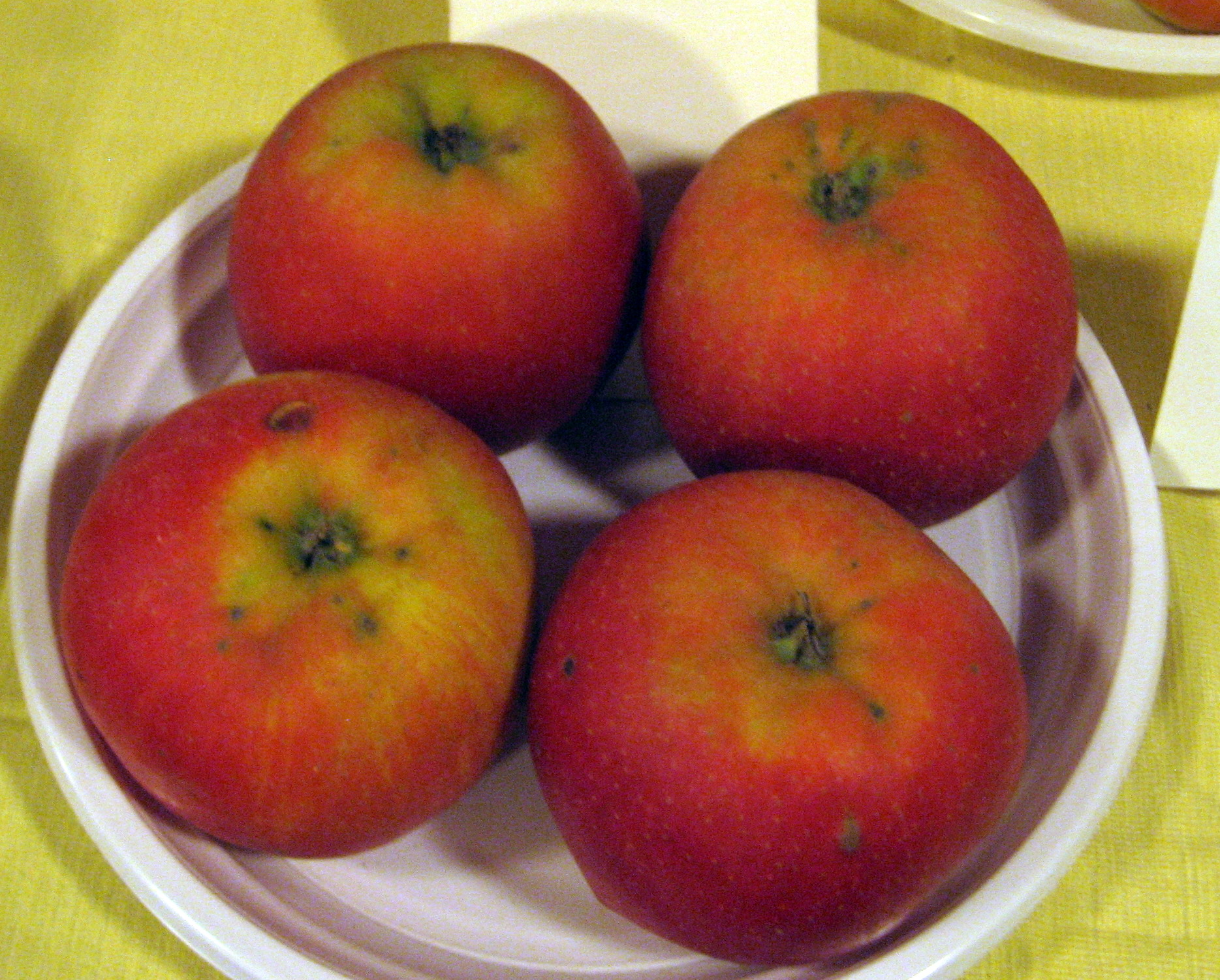
Odrůda Šampion, plody.

Šampion Reno (Malus domestica 'Šampion Reno') je ovocný strom, kultivar druhu jabloň domácí z čeledi  růžovitých. Červená mutace oblíbené odrůdy Šampion. Plody jsou skladovatelné do ledna.  Česká odrůda.

## Vlastnosti
Růst střední. Řez snáší dobře. V chudých a suchých půdách jsou plody menší.

### Plodnost
Plodí brzy, pravidelně, a mnoho. Má sklon k vysoké násadě plůdků a tedy drobným plodům. Probírka plůdků nutná.

## Plod
Plod je kulatý velký až střední. Slupka je spíše tužší na osluněné straně téměř červeně žíhaná, na odvrácené straně zelenožlutá. Chuť je sladká až velmi sladká, dužnina je šťavnatá.